# I liga urugwajska w piłce nożnej (2006/2007)
Mistrzem Urugwaju w sezonie 2006/07 został zwycięzca zarówno turnieju Apertura, jak i Clausura – klub Danubio FC, natomiast wicemistrzem został wicemistrz turnieju Apertura i Clausura – CA Peñarol. O tym, które kluby będą reprezentować futbol urugwajski w międzynarodowych pucharach zadecydował rozegrany na koniec sezonu turniej Copa Artigas.
- do Copa Libertadores w roku 2008 zakwalifikowały się trzy kluby: Danubio FC, Club Nacional de Football i Montevideo Wanderers.
- do Copa Sudamericana w roku 2007 zakwalifikowały się dwa kluby: Danubio FC i Defensor Sporting.

Do drugiej ligi spadły trzy kluby – dwa ostatnie zespoły z sumarycznej tabeli (Cerrito Montevideo i Rentistas Montevideo) spadły bezpośrednio, a trzeci (Rocha) spadł po meczach barażowych. Na ich miejsce z drugiej ligi awansowały CA Cerro, Fénix Montevideo i Juventud Las Piedras.

## Torneo Apertura 2006/07

### Apertura 1
| Data             | Mecz |
| ---------------- | --- |
| 19 sierpnia 2006 | Rocha – Montevideo Wanderers 0:1 Gerardo Alcoba 79                                                                                               |
| 19 sierpnia 2006 | Central Español Montevideo – Club Nacional de Football 1:3 Matías Cresceri 65 – Jorge Martínez 69, Gonzalo Castro Irizabal 70, Javier Delgado 78 |
| 20 sierpnia 2006 | Tacuarembó – Danubio FC 0:1 Ignacio María González 83                                                                                            |
| 20 sierpnia 2006 | River Plate Montevideo – Rentistas Montevideo 1:0 Fabricio Núñez 63                                                                              |
| 20 sierpnia 2006 | CA Peñarol – Defensor Sporting 0:1 Martín Cáceres 90                                                                                             |
| 20 sierpnia 2006 | Liverpool Montevideo – Rampla Juniors 0:0 |
| 20 sierpnia 2006 | Miramar Miramar Misiones – CA Bella Vista 1:2 Sebastián Fernández 9 – Gabriel Álvez 27, Diego Vera 46                                            |
| 20 sierpnia 2006 | Cerrito Montevideo – Progreso Montevideo 1:1 Pablo Russo 3 – Ignacio Palermo 45                                                                  |

### Apertura 2
| Data             | Mecz                                                                                                |
| ---------------- | --------------------------------------------------------------------------------------------------- |
| 26 sierpnia 2006 | Central Español Montevideo – Tacuarembó 1:0 Matías Cresceri 90                                      |
| 26 sierpnia 2006 | Club Nacional de Football – Danubio FC 0:1 Ignacio María González 75                                |
| 26 sierpnia 2006 | Rentistas Montevideo – Rocha 1:1 Zinho 5 – Luis Magureguy 85                                        |
| 27 sierpnia 2006 | River Plate Montevideo – Montevideo Wanderers 0:1 Sergio Blanco 80                                  |
| 27 sierpnia 2006 | CA Peñarol – Liverpool Montevideo 1:1 Darío Flores 4 – Emiliano Alfaro 83                           |
| 27 sierpnia 2006 | Defensor Sporting – Rampla Juniors 2:1 Álvaro González 45, Maxi Pereira 76 – Ignacio Ithurralde 19s |
| 27 sierpnia 2006 | Miramar Miramar Misiones – Cerrito Montevideo 1:1 Leonardo Sum 52s – Mario Amorín 45                |
| 27 sierpnia 2006 | CA Bella Vista – Progreso Montevideo 3:0 Diego Vera 17, 91, Gabriel Álvez 81                        |

### Apertura 3
| Data            | Mecz |
| --------------- | --- |
| 2 września 2006 | Club Nacional de Football – Tacuarembó 2:2 Marcelo Tejera 17k, Diego Alonso 78 – Héctor Vázquez 62k, Roberto Brown 84k                                                                |
| 2 września 2006 | Progreso Montevideo – Miramar Miramar Misiones 1:1 Darío Larrosa 23 – Sebastián Fernández 45+1                                                                                        |
| 3 września 2006 | Rampla Juniors – CA Peñarol 0:2 Alejandro Delorte 36, Nicolás Vigneri 85k |
| 3 września 2006 | Liverpool Montevideo – Defensor Sporting 2:1 Manuel Abreu 26, Marcelo Silvera 39 – Danilo Peinado 87                                                                                  |
| 3 września 2006 | Danubio FC – Central Español Montevideo 6:0 Ignacio María González 18, Edison Cavani 29, Juan Manuel Salgueiro 34, Carlos Grossmüller 58, Hamilton Ricard 65k, Damián Malrechauffe 81 |
| 3 września 2006 | CA Bella Vista – Cerrito Montevideo 2:0 Jorge Casanova 30, Diego Vera 40 |
| 3 września 2006 | Rocha – River Plate Montevideo 3:0 Luis Jesús Toscanini 55, Cristiano Araújo 64, Herley Martín González 85k                                                                           |
| 3 września 2006 | Montevideo Wanderers – Rentistas Montevideo 2:0 Héber Caro 14, Gerardo Alcoba 67 |

### Apertura 4
| Data             | Mecz |
| ---------------- | --- |
| 9 września 2006  | Rampla Juniors – River Plate Montevideo 0:1 Carlos María Morales 50                                                          |
| 9 września 2006  | CA Peñarol – Rocha 4:2 José Pedro Cardozo 28, 30, 45+2, Nicolás Vigneri 75 – Luis Jesús Toscanini 26, Leonardo Maldonado 56k |
| 10 września 2006 | Miramar Miramar Misiones – Central Español Montevideo 2:0 Martín Crossa 44, 49                                               |
| 10 września 2006 | CA Bella Vista – Club Nacional de Football 0:0                                                                               |
| 10 września 2006 | Tacuarembó – Cerrito Montevideo 3:0 Aldo Fabián Díaz 38, Roberto Brown 62, Franco Ariel Sosa 89                              |
| 10 września 2006 | Progreso Montevideo – Danubio FC 1:2 Néstor Silva 81 – Ignacio María González 20k, Juan Manuel Salgueiro 51                  |
| 10 września 2006 | Defensor Sporting – Montevideo Wanderers 2:2 Álvaro Navarro 32, Mauro Vila 63 – Sergio Blanco 66, 83k                        |
| 10 września 2006 | Liverpool Montevideo – Rentistas Montevideo 1:0 Leonardo Matías González 20                                                  |

### Apertura 5
| Data             | Mecz |
| ---------------- | --- |
| 16 września 2006 | Club Nacional de Football – Miramar Miramar Misiones 4:0 Marcelo Tejera 45, Ignacio Pallas 58, Diego Perrone 82, Gonzalo Castro Irizabal 84                      |
| 16 września 2006 | River Plate Montevideo – Liverpool Montevideo 3:2 Carlos María Morales 2, Walter Alberto López 4, Álvaro Alejandro Melo 23 – Juan Tejera 12, Juan Manuel Díaz 60 |
| 17 września 2006 | Central Español Montevideo – CA Bella Vista 1:0 Gonzalo Pizzichillo 84                                                                                           |
| 17 września 2006 | Tacuarembó – Progreso Montevideo 2:1 Aldo Fabián Díaz 34, 83 – Julio César Ramírez 93                                                                            |
| 17 września 2006 | Danubio FC – Cerrito Montevideo 0:2 Leonardo Sum 62, Pablo Russo 85                                                                                              |
| 17 września 2006 | Rocha – Defensor Sporting 0:1 Mauro Vila 8 |
| 17 września 2006 | CA Peñarol – Montevideo Wanderers 0:2 Gabriel Alcoba 26, Simón Pagua 94                                                                                          |
| 17 września 2006 | Rentistas Montevideo – Rampla Juniors 0:2 Williams Ferreira 15, Marcos Bassini 73                                                                                |

### Apertura 6
| Data                | Mecz |
| ------------------- | --- |
| 30 września 2006    | Liverpool Montevideo – Rocha 4:0 Martín Durán 28, Carlos Andrés Sánchez 31, Leonardo Matías González 55k, Walter Guglielmone 70        |
| 30 września 2006    | CA Peñarol – Rentistas Montevideo 4:2 José Pedro Cardozo 4, Rubén Capria 39, Maximiliano Bajter 63, 70 – Zinho 52, Rubén Fernández 75k |
| 1 października 2006 | Progreso Montevideo – Club Nacional de Football 1:2 Néstor Silva 71 – Diego Perrone 19, Diego Alonso 70                                |
| 1 października 2006 | Miramar Miramar Misiones – Tacuarembó 3:1 Sebastián Fernández 41, 70k, 80 – Ramiro Bruschi 90k                                         |
| 1 października 2006 | CA Bella Vista – Danubio FC 3:2 Martín Icart 8, 16k, Pablo Castro 83 – Carlos Grossmüller 31, Damián Malrechauffe 53                   |
| 1 października 2006 | Rampla Juniors – Montevideo Wanderers 2:0 Williams Ferreira 2, Carlos Aguiar 6                                                         |
| 1 października 2006 | Defensor Sporting – River Plate Montevideo 2:2 Fernando Fajardo 14, Paulo Pezzolano 92 – Osvaldo Canobbio 18, 35k                      |
| 1 października 2006 | Cerrito Montevideo – Central Español Montevideo 0:2 Matías Cresceri 75, Carlos Rubén Planchón 90                                       |

### Apertura 7
| Data                | Mecz |
| ------------------- | --- |
| 7 października 2006 | Tacuarembó – CA Bella Vista 0:3 José Luis Tancredi 9, Gabriel Álvez 66, Ismael Espiga 93                                                                                 |
| 7 października 2006 | Club Nacional de Football – Cerrito Montevideo 1:3 Diego Jaume Favaro 56 – Juan Manuel Ortiz 17, Mario Amorín 61k, 65k                                                   |
| 8 października 2006 | Danubio FC – Miramar Miramar Misiones 5:2 Edison Cavani 36, Carlos Grossmüller 39, Juan Manuel Salgueiro 48, Eduardo Mieres 61                                           |
| 8 października 2006 | Rocha – Rampla Juniors 1:0 Luis Jesús Toscanini 71 |
| 8 października 2006 | Montevideo Wanderers – Liverpool Montevideo 0:0 |
| 8 października 2006 | Rentistas Montevideo – Defensor Sporting 0:0 |
| 8 października 2006 | River Plate Montevideo – CA Peñarol 3:3 Carlos María Morales 8, Osvaldo Canobbio 29k, Egidio Arévalo Ríos 43s – Nicolás Vigneri 7, 71, Alberto Martín Acosta Martinez 47 |
| 8 października 2006 | Central Español Montevideo – Progreso Montevideo 1:1 Julio Mozzo 73 – Darío Larrosa 53                                                                                   |

### Apertura 8
| Data                 | Mecz |
| -------------------- | --- |
| 14 października 2006 | Central Español Montevideo – Rocha 2:3 Gonzalo Pizzichillo 20, Sebastián Maz 47 – Mauro Aldave 26, 36, 74                                    |
| 14 października 2006 | Danubio FC – River Plate Montevideo 3:1 Juan Manuel Salgueiro 33, Ignacio María González 67k, Hamilton Ricard 79 – Álvaro Alejandro Mello 82 |
| 14 października 2006 | Miramar Miramar Misiones – CA Peñarol 0:1 Nicolás Vigneri 80                                                                                 |
| 14 października 2006 | CA Bella Vista – Defensor Sporting 0:2 Mauro Vila 5, Álvaro Navarro 81                                                                       |
| 15 października 2006 | Progreso Montevideo – Rampla Juniors 1:1 Wilson Martirena 22 – Ignacio Schneider 74                                                          |
| 15 października 2006 | Club Nacional de Football – Montevideo Wanderers 1:1 Carlos Juárez 50 – Diego Chaves 67                                                      |
| 15 października 2006 | Tacuarembó – Rentistas Montevideo 1:1 Aldo Fabián Díaz 23 – Gabriel Rodríguez 90k                                                            |
| 15 października 2006 | Cerrito Montevideo – Liverpool Montevideo 0:1 Manuel Abreu 51                                                                                |

### Apertura 9
| Data                 | Mecz |
| -------------------- | --- |
| 21 października 2006 | Montevideo Wanderers – Tacuarembó 0:2 Aldo Fabián Díaz 86, 90                                                                            |
| 21 października 2006 | CA Peñarol – CA Bella Vista 2:1 Alejandro Delorte 11, Alberto Martín Acosta Martinez 71 – Ismael Espiga 23                               |
| 22 października 2006 | Rocha – Club Nacional de Football 2:3 Mauro Aldave 61, Martín Larrosa 88 – Carlos Juárez 46+, Jorge Martínez 55, 67                      |
| 22 października 2006 | Rentistas Montevideo – Danubio FC 0:2 Ignacio María González 54, Edison Cavani 72                                                        |
| 22 października 2006 | River Plate Montevideo – Miramar Miramar Misiones 2:1 Carlos María Morales 1, 35 – Martín Crossa 52                                      |
| 22 października 2006 | Defensor Sporting – Cerrito Montevideo 3:1 Martín Cáceres 14, Ederson Fofonka 48k, Ignacio Ithurralde 60 – Mario Amorín 56               |
| 22 października 2006 | Liverpool Montevideo – Progreso Montevideo 4:0 Leonardo Matías González 17, Walter Guglielmone 45, Rodrigo Lemos 69k, Ángel Gutiérrez 83 |
| 22 października 2006 | Rampla Juniors – Central Español Montevideo 3:2 Federico Martínez 36, 38, Douglas Caetano 58 – Heberley Sosa 20, Julio Mozzo 80k         |

### Apertura 10
| Data                 | Mecz |
| -------------------- | --- |
| 28 października 2006 | Danubio FC – Montevideo Wanderers 3:0 Edison Cavani 39, Hamilton Ricard 46, Carlos Grossmüller 70                                                                                    |
| 28 października 2006 | Miramar Miramar Misiones – Rentistas Montevideo 2:2 Sebastián Fernández 83, Carlos de Castro 89 – Rubén Fernández 10, Héctor Acuña 82                                                |
| 28 października 2006 | Cerrito Montevideo – CA Peñarol 0:1 Maximiliano Bajter 14 |
| 29 października 2006 | Progreso Montevideo – Defensor Sporting 0:4 Diego de Souza Carballo 18, Ederson Fofonka 35k, Paulo Pezzolano 67, Álvaro González 73                                                  |
| 29 października 2006 | Central Español Montevideo – Liverpool Montevideo 3:0 Julio Mozzo 39k, Heberley Sosa 60, Matías Cresceri 79                                                                          |
| 29 października 2006 | Club Nacional de Football – Rampla Juniors 5:1 Agustín Viana 1, Gonzalo Castro Irizabal 44, Carlos Juárez 48, Sebastián Rodrigo Vázquez 56, Jorge Martínez 90 – Federico Martínez 63 |
| 29 października 2006 | Tacuarembó – Rocha 0:1 Herley Martín González 45k |
| 8 listopada 2006     | CA Bella Vista – River Plate Montevideo 1:0 Diego Vera 23 |

### Apertura 11
| Data              | Mecz |
| ----------------- | --- |
| 11 listopada 2006 | Defensor Sporting – Central Español Montevideo 2:3 Ederson Fofonka 7, Danilo Peinado 47 – Heberley Sosa 2, Matías Cresceri 35, Sebastián Suárez 80                             |
| 11 listopada 2006 | Liverpool Montevideo – Club Nacional de Football 1:2 Leonardo Matías González 54 – Carlos Juárez 50, Sebastián Rodrigo Vázquez 66                                              |
| 12 listopada 2006 | Rentistas Montevideo – CA Bella Vista 3:0 Sebastián García 34, Marcelo Ferreira 46, Rubén Fernández 90k                                                                        |
| 12 listopada 2006 | River Plate Montevideo – Cerrito Montevideo 0:3 Martín Colombo 5, 50, Juan Manuel Ortiz 63                                                                                     |
| 12 listopada 2006 | CA Peñarol – Progreso Montevideo 4:0 Nicolás Vigneri 35, Maximiliano Bajter 42, Nelson Olveira 46+, Alejandro Delorte 52                                                       |
| 12 listopada 2006 | Rampla Juniors – Tacuarembó 0:0 |
| 12 listopada 2006 | Rocha – Danubio FC 1:2 Herley Martín González 30k – Juan Manuel Salgueiro 73, Carlos Grossmüller 78                                                                            |
| 12 listopada 2006 | Montevideo Wanderers – Miramar Miramar Misiones 5:2 Edgard Martínez 6, Gabriel Alcoba 35, Sergio Blanco 45, 73, Diego Chávez 70 – Martín Crossa 76, Andrés Walter Rodríguez 88 |

### Apertura 12
| Data              | Mecz |
| ----------------- | --- |
| 18 listopada 2006 | Progreso Montevideo – River Plate Montevideo 3:1 Wilson Martirena 23, Mario Piñeiro 30k, Juan Rottondo 82 – Osvaldo Francisco Canobbio 3 |
| 18 listopada 2006 | Central Español Montevideo – CA Peñarol 1:2 Matías Cresceri 10 – Alejandro Delorte 20, Rubén Capria 45                                   |
| 18 listopada 2006 | Tacuarembó – Liverpool Montevideo 2:1 Aldo Fabián Díaz 63k, Juan Tejera 70s – Manuel Abreu 20                                            |
| 19 listopada 2006 | Club Nacional de Football – Defensor Sporting 1:4 Carlos Juárez 25 – Martín Cáceres 13, 56, Mauro Vila 69, Paulo Pezzolano 80            |
| 19 listopada 2006 | Danubio FC – Rampla Juniors 2:1 Carlos Grossmüller 67, Ignacio María González 90 – Eduardo Aranda 36                                     |
| 19 listopada 2006 | Miramar Miramar Misiones – Rocha 0:0 |
| 19 listopada 2006 | CA Bella Vista – Montevideo Wanderers 3:1 Jorge Casanova 7, Diego Vera 83k, 90 – Sergio Blanco 2                                         |
| 19 listopada 2006 | Cerrito Montevideo – Rentistas Montevideo 1:1 Fernando Machado 31 – Guillermo López 72                                                   |

### Apertura 13
| Data              | Mecz |
| ----------------- | --- |
| 25 listopada 2006 | Liverpool Montevideo – Danubio FC 3:3 Walter Guglielmone 35, 38, Leonardo Matías González 60 – Juan Manuel Salgueiro 5, Hamilton Ricard 55, Carlos Grossmüller 72 |
| 25 listopada 2006 | Rocha – CA Bella Vista 0:1 Cafú 55 |
| 25 listopada 2006 | Montevideo Wanderers – Cerrito Montevideo 2:0 Sergio Blanco 58, 88                                                                                                |
| 25 listopada 2006 | Rentistas Montevideo – Progreso Montevideo 1:2 Fernando Camacho 4 – Néstor Silva 25, Mathías Riquero 90                                                           |
| 26 listopada 2006 | CA Peñarol – Club Nacional de Football 4:1 Nicolás Vigneri 8, Alejandro Delorte 29, Egidio Arévalo Ríos 33, 56 – Sebastián Rodrigo Vázquez 2                      |
| 26 listopada 2006 | Defensor Sporting – Tacuarembó 2:1 Álvaro Navarro 53, Ignacio Ithurralde 56 – Audu Mohamed 87                                                                     |
| 26 listopada 2006 | Rampla Juniors – Miramar Miramar Misiones 0:1 Nicolás Schenone 73                                                                                                 |
| 26 listopada 2006 | River Plate Montevideo – Central Español Montevideo 0:1 Adauto Evandro da Silva 18                                                                                |

### Apertura 14
| Data           | Mecz |
| -------------- | --- |
| 5 grudnia 2006 | Miramar Miramar Misiones – Liverpool Montevideo 1:2 Andrés Walter Rodríguez 71 – Walter Guglielmone 3, Manuel Abreu 72                |
| 5 grudnia 2006 | CA Bella Vista – Rampla Juniors 2:1 José Luis Tancredi 63, Gabriel Álvez 85 – William Ferreira 30                                     |
| 5 grudnia 2006 | Tacuarembó – CA Peñarol 0:1 Adrián Apellaniz 83                                                                                       |
| 6 grudnia 2006 | Danubio FC – Defensor Sporting 0:2 Ederson Fofonka 7, Maxi Pereira 71                                                                 |
| 6 grudnia 2006 | Cerrito Montevideo – Rocha 0:0 |
| 6 grudnia 2006 | Progreso Montevideo – Montevideo Wanderers 2:3 Néstor Silva 29, Sergio Silvera 86 – Heber Caro 43, Mario Álvarez 79, Sergio Blanco 90 |
| 6 grudnia 2006 | Central Español Montevideo – Rentistas Montevideo 2:1 Sebastián Suárez 22, Silvio Fernández 77 – Rubén Fernández 70k                  |
| 6 grudnia 2006 | Club Nacional de Football – River Plate Montevideo 1:0 Carlos Juárez 35                                                               |

### Apertura 15
| Data            | Mecz |
| --------------- | --- |
| 9 grudnia 2006  | Rampla Juniors – Cerrito Montevideo 3:4 Juan Silva Cerón 12, Federico Martínez 78, Gustavo Tejería 85 – Santiago Parodi                                  |
| 9 grudnia 2006  | Montevideo Wanderers – Central Español Montevideo 2:1 Sergio Blanco 83, 93 – Pablo Castro 23                                                             |
| 9 grudnia 2006  | River Plate Montevideo – Tacuarembó 1:1 Flavio Córdoba 60 – Alejandro Correa 43                                                                          |
| 9 grudnia 2006  | Liverpool Montevideo – CA Bella Vista 2:4 Walter Guglielmone 53, Walt Báez 91s – Pablo Castro 19, Gabriel Álvez 44, José Luis Tancredi 49, Diego Vera 77 |
| 10 grudnia 2006 | Rocha – Progreso Montevideo 1:2 Leonardo Maldonado 15 – Wilson Martirena 44, Luis Almada 47                                                              |
| 10 grudnia 2006 | Rentistas Montevideo – Club Nacional de Football 1:2 Ramiro Gadea 27 – Diego Alonso 7, Javier Delgado 91k                                                |
| 10 grudnia 2006 | CA Peñarol – Danubio FC 1:4 Nicolás Vigneri 14 – Ignacio María González 32, 75, Juan Manuel Salgueiro 40, Edison Cavani 92                               |
| 10 grudnia 2006 | Defensor Sporting – Miramar Miramar Misiones 0:0 |

### Tabela końcowa Apertura 2006/07
| Poz | Klub                       | Mecze | Zw | Rem | Por | Pkt | BrZd | BrStr |
| --- | -------------------------- | ----- | -- | --- | --- | --- | ---- | ----- |
| 1   | Danubio FC                 | 15    | 11 | 1   | 3   | 34  | 36   | 17    |
| 2   | CA Peñarol                 | 15    | 10 | 2   | 3   | 32  | 30   | 18    |
| 3   | Defensor Sporting          | 15    | 9  | 4   | 2   | 31  | 28   | 13    |
| 4   | CA Bella Vista             | 15    | 10 | 1   | 4   | 31  | 25   | 15    |
| 5   | Club Nacional de Football  | 15    | 8  | 3   | 4   | 27  | 28   | 22    |
| 6   | Montevideo Wanderers       | 15    | 8  | 3   | 4   | 27  | 22   | 18    |
| 7   | Liverpool Montevideo       | 15    | 6  | 4   | 5   | 22  | 24   | 20    |
| 8   | Central Español Montevideo | 15    | 7  | 1   | 7   | 22  | 21   | 25    |
| 9   | Tacuarembó                 | 15    | 4  | 4   | 7   | 16  | 15   | 18    |
| 10  | Rocha                      | 15    | 4  | 3   | 8   | 15  | 15   | 21    |
| 11  | River Plate Montevideo     | 15    | 4  | 3   | 8   | 15  | 15   | 25    |
| 12  | Miramar Miramar Misiones   | 15    | 3  | 5   | 7   | 14  | 17   | 26    |
| 13  | Cerrito Montevideo         | 15    | 4  | 4   | 7   | 13* | 16   | 21    |
| 14  | Progreso Montevideo        | 15    | 3  | 4   | 8   | 13  | 16   | 31    |
| 15  | Rampla Juniors             | 15    | 3  | 3   | 9   | 12  | 15   | 23    |
| 16  | Rentistas Montevideo       | 15    | 1  | 5   | 9   | 8   | 13   | 23    |

- Klubowi Cerrito Montevideo odjęto 3 punkty z powodu zachowania się kibiców klubu podczas meczu z Rentistas Montevideo 14 maja 2006 roku

### Klasyfikacja strzelców bramek
| Gole | Piłkarz                | Klub                       |
| ---- | ---------------------- | -------------------------- |
| 11   | Sergio Blanco          | Montevideo Wanderers       |
| 10   | Ignacio María González | Danubio FC                 |
| 8    | Diego Vera             | CA Bella Vista             |
| 8    | Nicolás Vigneri        | CA Peñarol                 |
| 7    | Aldo Fabián Díaz       | Tacuarembó                 |
| 7    | Carlos Grossmüller     | Danubio FC                 |
| 7    | Juan Manuel Salgueiro  | Danubio FC                 |
| 6    | Matías Cresceri        | Central Español Montevideo |
| 6    | Sebastián Fernández    | Miramar Miramar Misiones   |
| 6    | Walter Guglielmone     | Liverpool Montevideo       |
| 6    | Carlos Juárez          | Club Nacional de Football  |

## Torneo Clausura 2006/07

### Clausura 1
| Data           | Mecz |
| -------------- | --- |
| 17 lutego 2007 | Club Nacional de Football – Central Español Montevideo 0:0                                                      |
| 17 lutego 2007 | Rampla Juniors – Liverpool Montevideo 1:2 Pablo Gaglianone 31 – Pablo Pereira 5, Manuel Abreu 75                |
| 17 lutego 2007 | Rentistas Montevideo – River Plate Montevideo 1:1 Valentín Villazán 40k – Leandro Ezquerra 74                   |
| 18 lutego 2007 | Montevideo Wanderers – Rocha 1:1 Ronald Ramírez 15 – José Pedro Cardoso 61k                                     |
| 18 lutego 2007 | Progreso Montevideo – Cerrito Montevideo 1:1 Néstor Silva 56 – Rodrigo Trovo 90                                 |
| 18 lutego 2007 | Danubio FC – Tacuarembó 1:1 Hamilton Ricard 41 – Nicolás Nicolay 6                                              |
| 18 lutego 2007 | CA Bella Vista – Miramar Miramar Misiones 0:1 Marcelo Capurro 60                                                |
| 18 lutego 2007 | Defensor Sporting – CA Peñarol 2:2 Carlos María Morales 48, Mauro Vila 76 – Nicolás Vigneri 41, Matías Pérez 84 |

### Clausura 2
| Data           | Mecz |
| -------------- | --- |
| 24 lutego 2007 | Rocha – Rentistas Montevideo 1:2 Herley Martín González 30 – Héctor Acuña 37, Gabriel Rodríguez 72k          |
| 24 lutego 2007 | Danubio FC – Club Nacional de Football 3:0 Ignacio María González 28k, Hamilton Ricard 60, Marcel Román 69   |
| 24 lutego 2007 | Rampla Juniors – Defensor Sporting 2:2 Omar Mario Pérez 67, 77k – Carlos Díaz 19, Ignacio Ithurralde 39      |
| 25 lutego 2007 | Tacuarembó – Central Español Montevideo 4:0 Ramiro Bruschi 32, Franco Ariel Sosa 59, Aldo Fabián Díaz 71, 79 |
| 25 lutego 2007 | Cerrito Montevideo – Miramar Miramar Misiones 1:0 Luciano Cabrera 52                                         |
| 25 lutego 2007 | Montevideo Wanderers – River Plate Montevideo 0:1 Richard Porta 1                                            |
| 25 lutego 2007 | Progreso Montevideo – CA Bella Vista 2:2 Francisco Salomón 10, Wilson Martirena 69 – Cristian Stuani 75k, 81 |
| 25 lutego 2007 | Liverpool Montevideo – CA Peñarol 1:1 Walter Guglielmone 90 – Egidio Arévalo Ríos 47                         |

### Clausura 3
| Data          | Mecz |
| ------------- | --- |
| 3 marca 2007  | Tacuarembó – Club Nacional de Football 3:0 Aldo Fabián Díaz 70, Audu Mohamed 72, Ramiro Bruschi 78                                      |
| 3 marca 2007  | Central Español Montevideo – Danubio FC 0:1 Hamilton Ricard 12k                                                                         |
| 3 marca 2007  | Cerrito Montevideo – CA Bella Vista 0:2 Martín Icart 64, Cristian Stuani 67                                                             |
| 4 marca 2007  | Miramar Miramar Misiones – Progreso Montevideo 2:2 Nicolás Schenone 22, 25 – Néstor Silva 30, Francisco Salomón 75                      |
| 4 marca 2007  | Defensor Sporting – Liverpool Montevideo 3:2 Carlos María Morales 33, 65, Sebastián Fernández 80 – Eduardo Aranda 1, Manuel Abreu 24    |
| 4 marca 2007  | River Plate Montevideo – Rocha 3:0 Henry Damián Giménez 25, Germán Hornos 37, Fabricio Núñez 65                                         |
| 4 marca 2007  | CA Peñarol – Rampla Juniors 2:2 Silvio Mendes 42, Nicolás Vigneri 66 – William Ferreira 70, Carlos Aguiar 90                            |
| 25 marca 2007 | Rentistas Montevideo – Montevideo Wanderers 1:4 Gabriel Rodríguez 22k – Miguel Ximénez 10k, 70, Ronald Ramírez 29, Sebastián Rossano 89 |

### Clausura 4
| Data         | Mecz |
| ------------ | --- |
| 6 marca 2007 | Cerrito Montevideo – Tacuarembó 3:3 Ignacio González 42, Rider O’Neil 50, Martín Colombo 90 – Pablo Rodríguez 31, Aldo Fabián Díaz 61k, 63              |
| 7 marca 2007 | Rocha – CA Peñarol 1:2 José Pedro Cardoso 12 – Egidio Arévalo Ríos 85, Juan Manuel Ortiz 90                                                             |
| 7 marca 2007 | River Plate Montevideo – Rampla Juniors 2:2 Fabricio Núñez 38, Germán Hornos 44 – Douglas Caetano 9, Carlos Aguiar 62                                   |
| 7 marca 2007 | Montevideo Wanderers – Defensor Sporting 3:4 Miguel Ximénez 69, 75k, Gabriel Alcoba 72 – Sebastián Fernández 50, 89, Andrés Lamas 64, Danilo Peinado 88 |
| 7 marca 2007 | Danubio FC – Progreso Montevideo 0:0 |
| 7 marca 2007 | Central Español Montevideo – Miramar Miramar Misiones 0:2 Adrián Speranza 49, Marcelo Capurro 58                                                        |
| 7 marca 2007 | Rentistas Montevideo – Liverpool Montevideo 1:2 Valentín Villazán 25 – Manuel Abreu 79, Elías Ricardo Figueroa 88                                       |
| 7 marca 2007 | Club Nacional de Football – CA Bella Vista 1:1 Diego Vera 14 – Jorge Casanova 66                                                                        |

### Clausura 5
| Data          | Mecz |
| ------------- | --- |
| 10 marca 2007 | CA Bella Vista – Central Español Montevideo 1:0 Cristian Stuani 75                                                   |
| 10 marca 2007 | Cerrito Montevideo – Danubio FC 1:3 Jonathan Olivera 19 – Pablo Lima 28, Eudalio Arriaga 40, Carlos Grossmüller 75   |
| 11 marca 2007 | Liverpool Montevideo – River Plate Montevideo 1:4 Manuel Abreu 69 – Fabricio Núñez 56k, 79, 85, Richard Porta 68     |
| 11 marca 2007 | Miramar Miramar Misiones – Club Nacional de Football 2:0 Adrián Speranza 84k, Sebastián Merlo 90k                    |
| 11 marca 2007 | Defensor Sporting – Rocha 0:1 José Pedro Cardozo 10                                                                  |
| 11 marca 2007 | Progreso Montevideo – Tacuarembó 2:2 Mathías Riquero 17, Martín Crossa 60 – Antonio Fernández 58, Ignacio Quirino 86 |
| 11 marca 2007 | Rampla Juniors – Rentistas Montevideo 1:1 Fernando de los Santos 17 – Valentín Villazán 43                           |
| 11 marca 2007 | Montevideo Wanderers – CA Peñarol 1:2 Ronald Ramírez 23 – Paolo Montero 4, Egidio Arévalo Ríos 68                    |

### Clausura 6
| Data          | Mecz |
| ------------- | --- |
| 14 marca 2007 | Rentistas Montevideo – CA Peñarol 2:3 Fernando Bonjour 38, Bruno Arqueta 46 – Silvio Mendes 19k, Juan Manuel Ortiz 22, Rubén Capria 53                   |
| 14 marca 2007 | Rocha – Liverpool Montevideo 0:2 Manuel Abreu 13, Elías Ricardo Figueroa 58                                                                              |
| 14 marca 2007 | Montevideo Wanderers – Rampla Juniors 4:1 Miguel Ximénez 11k, 75k, Ronald Ramírez 17, Diego Chaves 35 – Omar Mario Pérez 47k                             |
| 14 marca 2007 | Tacuarembó – Miramar Miramar Misiones 3:2 Aldo Fabián Díaz 5, 77, Ramiro Bruschi 43 – Andrés Walter Rodríguez 58, Eduardo Mieres 66                      |
| 14 marca 2007 | Danubio FC – CA Bella Vista 2:1 Diego Martiñones 45, Walter Gargano 83 – José Luis Tancredi 44                                                           |
| 14 marca 2007 | Club Nacional de Football – Progreso Montevideo 1:0 Diego Vera 46                                                                                        |
| 14 marca 2007 | Central Español Montevideo – Cerrito Montevideo 1:1 Francisco Silva 16 – Martín Colombo 90                                                               |
| 24 marca 2007 | River Plate Montevideo – Defensor Sporting 2:3 Germán Hornos 13, Fabricio Núñez 89k – Maxi Pereira 43k, Williams Martínez 47, Diego de Souza Carballo 75 |

### Clausura 7
| Data          | Mecz |
| ------------- | --- |
| 17 marca 2007 | Cerrito Montevideo – Club Nacional de Football 1:2 Pablo Russo 4 – Marcelo Sosa 71, Giancarlo da Silva 84                                        |
| 17 marca 2007 | Progreso Montevideo – Central Español Montevideo 3:2 Darío Larrosa 16, Néstor Silva 87, Mario Piñeiro 93k – Ángel Gutiérrez 24, Heberley Sosa 28 |
| 18 marca 2007 | CA Bella Vista – Tacuarembó 2:0 Cristian Stuani 42, 84k                                                                                          |
| 18 marca 2007 | Liverpool Montevideo – Montevideo Wanderers 2:3 Manuel Abreu 23, Carlos Córdoba 45 – Miguel Ximénez 15k, 40, 51                                  |
| 18 marca 2007 | Miramar Miramar Misiones – Danubio FC 2:1 Rodolfo López 8, 11 – Pablo Lima 56                                                                    |
| 18 marca 2007 | Rampla Juniors – Rocha 1:0 Douglas Caetano 34 |
| 18 marca 2007 | CA Peñarol – River Plate Montevideo 3:1 Julio Mozzo 6, Silvio Mendes 10, Juan Manuel Ortiz 87 – Paolo Montero 48s                                |
| 21 marca 2007 | Defensor Sporting – Rentistas Montevideo 2:2 Diego de Souza Carballo 28, Paulo Pezzolano 30 – Valentín Villazán 16, 54                           |

### Clausura 8
| Data             | Mecz |
| ---------------- | --- |
| 31 marca 2007    | Montevideo Wanderers – Club Nacional de Football 2:1 Álvaro Fernández 53, Miguel Ximénez 79 – Luis Oyarbide 85 |
| 31 marca 2007    | Rampla Juniors – Progreso Montevideo 0:2 Néstor Silva 5, 73                                                    |
| 1 kwietnia 2007  | River Plate Montevideo – Danubio FC 1:2 Julio Gutiérrez 39 – Jeffrey Díaz 50, Walter Gargano 87                |
| 1 kwietnia 2007  | Liverpool Montevideo – Cerrito Montevideo 2:2 Alejandro Loffiego 5, Manuel Abreu 45 – Pablo Russo 19, 33       |
| 1 kwietnia 2007  | Defensor Sporting – CA Bella Vista 1:0 Danilo Peinado 12                                                       |
| 1 kwietnia 2007  | CA Peñarol – Miramar Miramar Misiones 1:1 Silvio Mendes 72 – Fabián Yantorno 56                                |
| 11 kwietnia 2007 | Rocha – Central Español Montevideo 0:1 Matías Cresceri 81                                                      |
| 11 kwietnia 2007 | Rentistas Montevideo – Tacuarembó 1:2 Héctor Acuña 70 – Aldo Fabián Díaz 66, Héctor Vázquez 90                 |

### Clausura 9
| Data            | Mecz |
| --------------- | --- |
| 7 kwietnia 2007 | CA Bella Vista – CA Peñarol 2:5 Cristian Stuani 54, José Luis Tancredi 64 – Silvio Mendes 17, 48, Julio Mozzo 25k, 44, Nicolás Vigneri 92   |
| 7 kwietnia 2007 | Danubio FC – Rentistas Montevideo 5:1 Ignacio María González 34, 48k, Carlos Grossmüller 50, Hamilton Ricard 62, 74 – Pablo Lima 73s        |
| 7 kwietnia 2007 | Tacuarembó – Montevideo Wanderers 0:0 |
| 7 kwietnia 2007 | Miramar Miramar Misiones – River Plate Montevideo 2:3 Marcelo Capurro 40, Sebastián Merlo 86 – Henry Damián Giménez 8, 46, Richard Porta 58 |
| 8 kwietnia 2007 | Club Nacional de Football – Rocha 3:0 Jorge Martínez 30, 88, Gonzalo Castro Irizabal 42                                                     |
| 8 kwietnia 2007 | Progreso Montevideo – Liverpool Montevideo 2:1 Mario Piñeiro 60k, Nicolás Rebollo 91s – Walter Guglielmone 34                               |
| 8 kwietnia 2007 | Cerrito Montevideo – Defensor Sporting 0:3 Diego de Souza Carballo 47, 78, Carlos María Morales 72                                          |
| 8 kwietnia 2007 | Central Español Montevideo – Rampla Juniors 0:1 Carlos Aguiar 81                                                                            |

### Clausura 10
| Data             | Mecz |
| ---------------- | --- |
| 14 kwietnia 2007 | Rocha – Tacuarembó 1:0 José Pedro Cardoso 49 |
| 14 kwietnia 2007 | Defensor Sporting – Progreso Montevideo 3:1 Diego de Souza Carballo 5, Mauro Vila 40, Carlos María Morales 49 – Néstor Silva 31 mecz został przerwany w 52 minucie z powodu burzy – dokończony 15 kwietnia 2007 roku          |
| 14 kwietnia 2007 | CA Peñarol – Cerrito Montevideo 1:0 Ignacio María González 35s mecz został przerwany w 48 minucie z powodu burzy – dokończony 18 kwietnia 2007 roku                                                                           |
| 15 kwietnia 2007 | Montevideo Wanderers – Danubio FC 2:0 Sebastián Rossano 75, Ronald Ramírez 89 |
| 15 kwietnia 2007 | Rentistas Montevideo – Miramar Miramar Misiones 1:2 Valentín Villazán 89 – Andrés Walter Rodríguez 73, Adrián Speranza 91 |
| 15 kwietnia 2007 | River Plate Montevideo – CA Bella Vista 3:1 Fabricio Núñez 47k, Leandro Ezquerra 64, Germán Hornos 78 – Cristian Stuani 51 |
| 15 kwietnia 2007 | Defensor Sporting – Progreso Montevideo 3:2 Diego de Souza Carballo 5, Mauro Vila 40, Carlos María Morales 49 – Néstor Silva 31, Sergio Silvera 89 dokonczenie meczu brakujących 38 minut z 14 kwietnia 2007 roku             |
| 15 kwietnia 2007 | Liverpool Montevideo – Central Español Montevideo 2:0 Manuel Abreu 50, 57 |
| 15 kwietnia 2007 | Rampla Juniors – Club Nacional de Football 1:3 Ignacio Schneider 47 – Diego Vera 20, Carlos Juárez 30, Javier Delgado 45 |
| 18 kwietnia 2007 | CA Peñarol – Cerrito Montevideo 4:2 Ignacio María González 35s, Nicolás Vigneri 60, Rubén Capria 65, Omar Pouso 73 – Mariano Giampieri 87, Diego Rodríguez 88s dokończenie meczu brakujących 42 minut z 14 kwietnia 2007 roku |

### Clausura 11
| Data             | Mecz |
| ---------------- | --- |
| 21 kwietnia 2007 | CA Bella Vista – Rentistas Montevideo 3:2 Walt Báez 33, Martín Icart 77, José Luis Tancredi 83 – Carlos Macchi 2, Guillermo López 5                  |
| 21 kwietnia 2007 | Danubio FC – Rocha 3:0 Jadson Viera Castro 31, Jorge Adrián García 45, Carlos Grossmüller 49                                                         |
| 21 kwietnia 2007 | Progreso Montevideo – CA Peñarol 0:1 Silvio Mendes 47k                                                                                               |
| 22 kwietnia 2007 | Central Español Montevideo – Defensor Sporting 0:3 Paulo Pezzolano 29, Mauro Vila 40, Álvaro González 81                                             |
| 22 kwietnia 2007 | Club Nacional de Football – Liverpool Montevideo 2:1 Pablo Caballero González 33, Mathías Cardacio 60 – Luis Bernardo Aguiar 83                      |
| 22 kwietnia 2007 | Miramar Miramar Misiones – Montevideo Wanderers 1:4 Nicolás Schenone 21 – Aldo Giménez 6, Julio Rodríguez 72, Ronald Ramírez 75, Álvaro Fernández 87 |
| 22 kwietnia 2007 | Cerrito Montevideo – River Plate Montevideo 0:0 |
| 22 kwietnia 2007 | Tacuarembó – Rampla Juniors 3:3 Ramiro Bruschi 2, Jesús Benítez 14, Audu Mohammed 21 – Martín Alaggia 48, Douglas Caetano 69, Ignacio Schneider 77   |

### Clausura 12
| Data             | Mecz |
| ---------------- | --- |
| 25 kwietnia 2007 | River Plate Montevideo – Progreso Montevideo 2:4 Carlos Andrés Sánchez 4, Federico Puppo 24 – Javier Méndez 50, Néstor Silva 51, Luis Almada 61, Álvaro Alonso 63 |
| 25 kwietnia 2007 | Liverpool Montevideo – Tacuarembó 2:0 Pablo Pereira 84, Walter Guglielmone 90                                                                                     |
| 25 kwietnia 2007 | Rampla Juniors – Danubio FC 0:1 Hamilton Ricard 80 |
| 25 kwietnia 2007 | Rocha – Miramar Miramar Misiones 1:0 José Pedro Cardoso 47 |
| 25 kwietnia 2007 | Montevideo Wanderers – CA Bella Vista 3:1 Julio Rodríguez 27, Diego Chávez 74, Miguel Ximénez 86 – Álvaro Méndez 14                                               |
| 25 kwietnia 2007 | CA Peñarol – Central Español Montevideo 1:2 Andrés Fernández 63s – Matías Cresceri 51, Matías Masiero 61                                                          |
| 25 kwietnia 2007 | Defensor Sporting – Club Nacional de Football 3:0 Williams Martínez 14, Carlos María Morales 63, Diego de Souza Carballo 65                                       |
| 26 kwietnia 2007 | Rentistas Montevideo – Cerrito Montevideo 2:1 Héctor Acuña 23, Ramiro Gadea 63 – Javier Benia 51k                                                                 |

### Clausura 13
| Data             | Mecz                                                                                          |
| ---------------- | --------------------------------------------------------------------------------------------- |
| 28 kwietnia 2007 | Danubio FC – Liverpool Montevideo 2:0 Jadson Viera Castro 45, Carlos Grossmüller 65           |
| 28 kwietnia 2007 | Tacuarembó – Defensor Sporting 0:0                                                            |
| 29 kwietnia 2007 | Progreso Montevideo – Rentistas Montevideo 0:0                                                |
| 29 kwietnia 2007 | Cerrito Montevideo – Montevideo Wanderers 2:0 Maureen Franco 54, Javier Benia 69k             |
| 29 kwietnia 2007 | CA Bella Vista – Rocha 4:0 José Luis Tancredi 7, Cristian Stuani 30, 86, Martín Icart 52k     |
| 29 kwietnia 2007 | Miramar Miramar Misiones – Rampla Juniors 0:1 William Ferreira 40                             |
| 29 kwietnia 2007 | Central Español Montevideo – River Plate Montevideo 1:1 Paolo Patritti 53 – Fabricio Núñez 81 |
| 29 kwietnia 2007 | Club Nacional de Football – CA Peñarol 0:3 Marco Vanzini 2s, Silvio Mendes 30, 38             |

### Clausura 14
| Data        | Mecz |
| ----------- | --- |
| 5 maja 2007 | CA Peñarol – Tacuarembó 3:3 Nicolás Vigneri 10, Luiz Nunes 55, Sergio Maximliano Pérez 63 – Héctor Vázquez 36, Nicolás Nicolay 43, 61          |
| 5 maja 2007 | Rentistas Montevideo – Central Español Montevideo 2:1 Valentín Villazán 72, Héctor Acuña 82 – Heberley Sosa 3                                  |
| 5 maja 2007 | Montevideo Wanderers – Progreso Montevideo 3:2 Miguel Ximénez 25k, Ronald Ramírez 42, Jonathan Charquero 80 – Darío Larrosa 5, Néstor Silva 55 |
| 6 maja 2007 | Liverpool Montevideo – Miramar Miramar Misiones 2:1 Manuel Abreu 3, Luis Bernardo Aguiar 48 – Sebastián Merlo 63                               |
| 6 maja 2007 | Rampla Juniors – CA Bella Vista 2:1 Ignacio Schneider 24, Fernando de los Santos 93 – Cristian Stuani 33                                       |
| 6 maja 2007 | Rocha – Cerrito Montevideo 2:1 José Pedro Cardoso 66k, Sergio Recoba 86 – Víctor Martínez 69                                                   |
| 6 maja 2007 | River Plate Montevideo – Club Nacional de Football 1:1 Fabricio Núñez 68 – Andrés Márquez 45                                                   |
| 6 maja 2007 | Defensor Sporting – Danubio FC 0:2 Hamilton Ricard 33, Marcos Tora 85                                                                          |

### Clausura 15
| Data         | Mecz |
| ------------ | --- |
| 12 maja 2007 | Cerrito Montevideo – Rampla Juniors 1:2 Mauren Franco 70 – William Ferreira 76k, Enrique Ferraro 84            |
| 12 maja 2007 | Central Español Montevideo – Montevideo Wanderers 2:1 Paolo Patritti 33, Sebastián Díaz 77 – Ronald Ramírez 50 |
| 12 maja 2007 | Tacuarembó – River Plate Montevideo 1:1 Ramiro Bruschi 58 – Leandro Ezquerra 8                                 |
| 12 maja 2007 | Progreso Montevideo – Rocha 0:1 Brian Aldave 70                                                                |
| 13 maja 2007 | Miramar Miramar Misiones – Defensor Sporting 1:0 Andrés Walter Rodríguez 38                                    |
| 13 maja 2007 | Danubio FC – CA Peñarol 0:1 Rubén Capria 22                                                                    |
| 19 maja 2007 | CA Bella Vista – Liverpool Montevideo                                                                          |
| 19 maja 2007 | Club Nacional de Football – Rentistas Montevideo                                                               |

### Tabela Torneo Clausura 2006/07
| Poz | Klub                       | Mecze | Zw | Rem | Por | Pkt | BrZd | BrStr |
| --- | -------------------------- | ----- | -- | --- | --- | --- | ---- | ----- |
| 1   | Danubio FC                 | 15    | 10 | 2   | 3   | 32  | 26   | 10    |
| 2   | CA Peñarol                 | 15    | 9  | 5   | 1   | 32  | 34   | 20    |
| 3   | Defensor Sporting          | 15    | 8  | 4   | 3   | 28  | 29   | 19    |
| 4   | Montevideo Wanderers       | 15    | 8  | 2   | 5   | 26  | 31   | 21    |
| 5   | River Plate Montevideo     | 15    | 5  | 6   | 4   | 21  | 26   | 22    |
| 6   | Tacuarembó                 | 15    | 4  | 8   | 3   | 20  | 25   | 21    |
| 7   | Liverpool Montevideo       | 14    | 6  | 2   | 6   | 20  | 22   | 22    |
| 8   | Miramar Miramar Misiones   | 15    | 6  | 2   | 7   | 20  | 19   | 20    |
| 9   | Rampla Juniors             | 15    | 5  | 5   | 5   | 20  | 20   | 24    |
| 10  | Progreso Montevideo        | 15    | 4  | 6   | 5   | 18  | 22   | 21    |
| 11  | Club Nacional de Football  | 14    | 5  | 3   | 6   | 18  | 14   | 21    |
| 12  | CA Bella Vista             | 14    | 5  | 2   | 7   | 17  | 21   | 22    |
| 13  | Rocha                      | 15    | 5  | 1   | 9   | 16  | 9    | 23    |
| 14  | Rentistas Montevideo       | 14    | 3  | 4   | 7   | 13  | 19   | 28    |
| 15  | Central Español Montevideo | 15    | 3  | 3   | 9   | 12  | 10   | 23    |
| 16  | Cerrito Montevideo         | 15    | 2  | 5   | 8   | 11  | 17   | 27    |

Z powodu równej liczby punktów konieczne było rozegranie barażu o zwycięstwo w turnieju Clausura.
| Baraż o zwycięstwo w turnieju Clausura |
| --- |
| Danubio FC – CA Peñarol 1:1(1:1,0:0), karne 4:3 17 maja 2007 Montevideo Estadio Centenario (40 000 widzów) |
| Sędzia: Jorge Larrionda (Miguel Ángel Nievas, Álvaro Daniel Díaz) |
| Bramki: 1:0 Hamilton Ricard 81, 1:1 Egidio Arévalo Ríos 65 |
| Karne: 1:0 Ignacio María González, 1:1 Silvio Mendes, 1:1 Pablo Lima (obrona), 1:2 Julio Mozzo, 2:2 Jadson Viera Castro, 2:2 Diego Rodríguez (obrona), 2:2 Walter Gargano (niecelny), 2:2 Serafín García (niecelny), 3:2 Daley Mena, 3:3 José María Franco, 4:3 Néstor Esteban Conde, 4:3 Sergio Maximliano Pérez (niecelny) |
| Czerwone kartki: Hamilton Ricard 88 (druga żółta) / – |
| Danubio FC: Néstor Esteban Conde – Damián Malrrechaufe, Jadson Viera Castro, Sergio Gonzalo Rodríguez, Pablo Lima, Carlos Grossmüller (Marcel Román 79), Walter Gargano, Jorge Adrián García (Marco Vidal „Tora” 75), Ignacio María González, Eudalio Arriaga (Daley Mena 75), Hamilton Ricard. Trener: Gustavo Matosas      |
| Club Atlético Peñarol: Juan Guillermo Castillo – Gonzalo Lemes (Serafín García 96), Luiz Nunes, Paolo Montero, Diego Rodríguez, Egidio Arévalo Ríos, Julio Mozzo, Omar Pouso (José María Franco 93), Juan Manuel Ortiz (Sergio Maximliano Pérez 61), Nicolás Vigneri, Silvio Mendes. Trener: Gregorio Pérez                  |

Zwycięzcą w turnieju Clausura został klub Danubio FC.

## Mistrzostwo Urugwaju
O tytuł mistrza Urugwaju miał zmierzyć się zwycięzca turnieju Apertura ze zwycięzcą turnieju Clausura. W obu tych turniejach zwyciężył klub Danubio FC i został mistrzem Urugwaju. W tej sytuacji o wicemistrzostwo Urugwaju zmierzyć się powinni wicemistrzowie turniejów Apertura i Clausura. W tym przypadku wicemistrzem obu tych turniejów również był ten sam klub – CA Peñarol.

## Sumaryczna tabela sezonu 2006/2007
Sześć najlepszych klubów z tabeli sumarycznej uzyskiwało prawo gry w Copa Artigas, czyli turnieju decydującym o tym, które kluby będą reprezentować Urugwaj w Copa Libertadores w roku 2008 i Copa Sudamericana w roku 2007.
| Poz | Klub                       | Mecze | Zw | Rem | Por | Pkt | BrZd | BrStr |
| --- | -------------------------- | ----- | -- | --- | --- | --- | ---- | ----- |
| 1   | Danubio FC                 | 30    | 21 | 3   | 6   | 66  | 62   | 27    |
| 2   | CA Peñarol                 | 30    | 19 | 7   | 4   | 64  | 64   | 38    |
| 3   | Defensor Sporting          | 30    | 17 | 8   | 5   | 59  | 57   | 32    |
| 4   | Montevideo Wanderers       | 30    | 16 | 5   | 9   | 53  | 53   | 39    |
| 5   | CA Bella Vista             | 30    | 16 | 3   | 11  | 51  | 48   | 38    |
| 6   | Club Nacional de Football  | 30    | 13 | 6   | 11  | 45  | 42   | 44    |
| 7   | Liverpool Montevideo       | 30    | 12 | 6   | 12  | 42  | 47   | 44    |
| 8   | Tacuarembó                 | 30    | 8  | 12  | 10  | 36  | 40   | 39    |
| 9   | River Plate Montevideo     | 30    | 9  | 9   | 12  | 36  | 41   | 47    |
| 10  | Miramar Miramar Misiones   | 30    | 9  | 7   | 14  | 34  | 36   | 46    |
| 11  | Central Español Montevideo | 30    | 10 | 4   | 16  | 34  | 31   | 48    |
| 12  | Rampla Juniors             | 30    | 8  | 8   | 14  | 32  | 35   | 47    |
| 13  | Progreso Montevideo        | 30    | 7  | 10  | 13  | 31  | 38   | 52    |
| 14  | Rocha                      | 30    | 9  | 4   | 17  | 31  | 24   | 44    |
| 15  | Cerrito Montevideo         | 30    | 6  | 9   | 15  | 24  | 33   | 48    |
| 16  | Rentistas Montevideo       | 30    | 5  | 9   | 16  | 24  | 33   | 51    |

| Baraż o utrzymanie się w pierwszej lidze |
| --- |
| Rocha – Progreso Montevideo 0:2 i 0:3 |
| Rocha – Progreso Montevideo 0:2 (0:0) 20 maja 2007 Rocha Estadio Doctor Mario Sobrero Sędzia: Martín Vázquez (Edgardo Acosta, Raúl Hartwig, Carlos Aguirregaray) Bramki: 0:1 Julio César Ramírez 47, 0:2 Néstor Silva 66 Czerwone kartki: Herley Martín González 67 / Néstor Silva 75 Rocha Fútbol Club: Álvaro Marcelo García – Herley Martín González, Diego Sosa, Rodrigo Sanguinetti, Germán Pérez, Nelson Matías González, Pablo Esquivel, Luis Magureguy (Leonardo Maldonado 73), Fernando Cañarte (Sergio Recoba 69), Bryan Aldave (Luis Jesús Toscanini 50), José Pedro Cardoso. Trener: Carlos Dante Cardozo Club Atlético Progreso: Héctor Búrguez – Javier Méndez, Sebastián Morquio, Julio César Ramírez, Álvaro Alonso, Mathías Riquero, Luis Almada, Darío Larrosa (Sergio Silvera 90), Mario Piñeiro, Néstor Silva, Martín Crossa (Sebastián Palermo 85). Trener: Ildo Maneiro |
| Progreso Montevideo – Rocha 3:0 (0:0) 27 maja 2007 Montevideo Estadio Parque Paladino Sędzia: Roberto Silvera (Walter Rial, Álvaro Sacarelo, Sergio Komjetan) Bramki: 1:0 Martín Crossa 61, 2:0 Mathías Riquero 70, 3:0 Martín Crossa 78 Club Atlético Progreso: Héctor Búrguez – Javier Méndez, Sebastián Morquio, Julio César Ramírez, Álvaro Alonso, Mathías Riquero, Luis Almada (Sergio Silvera 87), Darío Larrosa, Mario Piñeiro, Sebastián Palermo (Maximiliano Lombardi 60), Martín Crossa (Danilo Asconegui 80). Trener: Ildo Maneiro Rocha Fútbol Club: Álvaro Marcelo García – Cristiano Araújo, Diego Sosa (Martín Larrosa 66), Rodrigo Sanguinetti, Germán Pérez, Nelson Matías González, Pablo Esquivel, Luis Magureguy, Leonardo Maldonado (Christian Velázquez 22), Bryan Aldave (Sergio Recoba 73), Luis Jesús Toscanini. Trener: Carlos Dante Cardozo                       |

Do drugiej ligi spadł klub Rocha.

### Klasyfikacja strzelców bramek całego sezonu
| Gole | Piłkarz                | Klub                                     |
| ---- | ---------------------- | ---------------------------------------- |
| 15   | Aldo Fabián Díaz       | Tacuarembó                               |
| 14   | Manuel Abreu           | Liverpool Montevideo                     |
| 13   | Ignacio María González | Danubio FC                               |
| 13   | Nicolás Vigneri        | CA Peñarol                               |
| 12   | Néstor Silva           | Progreso Montevideo                      |
| 12   | Miguel Ximénez         | Montevideo Wanderers                     |
| 11   | Sergio Blanco          | Montevideo Wanderers                     |
| 11   | Carlos Grossmüller     | Danubio FC                               |
| 11   | Carlos María Morales   | Defensor Sporting River Plate Montevideo |
| 11   | Hamilton Ricard        | Danubio FC                               |
| 11   | Cristian Stuani        | CA Bella Vista Danubio FC                |
| 11   | Diego Vera             | Club Nacional de Football CA Bella Vista |

## Copa Artigas

### Kolejka 1
| Data         | Mecz |
| ------------ | --- |
| 26 maja 2007 | CA Bella Vista – CA Peñarol 1:1 Walt Báez 7 – Silvio Mendes 27                                                                                           |
| 27 maja 2007 | Club Nacional de Football – Montevideo Wanderers 4:1 Javier Delgado 7, Agustín Viana 47, Juan Álvez 58s, Gonzalo Castro Irizabal 80 – Julio Rodríguez 69 |
| 27 maja 2007 | Defensor Sporting – Danubio FC 0:0 |

### Kolejka 2
| Data         | Mecz |
| ------------ | --- |
| 27 maja 2007 | CA Bella Vista – Club Nacional de Football 2:3 Cristian Stuani 17, 25 – Javier Delgado 3, Pablo Caballero González 38, Agustín Viana 47 |
| 27 maja 2007 | CA Peñarol – Danubio FC 0:1 Carlos Grossmüller 77k                                                                                      |
| 27 maja 2007 | Montevideo Wanderers – Defensor Sporting 2:1 Diego Chaves 38, 66 – Mauro Vila 33                                                        |

### Kolejka 3
| Data           | Mecz |
| -------------- | --- |
| 2 czerwca 2007 | Danubio FC – Club Nacional de Football 2:1 Daley Mena 14, Pablo Lima 45+2 – Giancarlo da Silva 90+1                                            |
| 3 czerwca 2007 | Montevideo Wanderers – CA Bella Vista 5:1 Cafú 2s, Ronald Ramírez 13k, Sebastián Maz 14, Diego Chaves 65k, Gerardo Alcoba 81 – Martín Icart 61 |
| 3 czerwca 2007 | CA Peñarol – Defensor Sporting 0:1 Carlos María Morales 81                                                                                     |

### Kolejka 4
| Data           | Mecz                                                                                                   |
| -------------- | --- |
| 6 czerwca 2007 | Defensor Sporting – CA Bella Vista 1:0 Diego de Souza Carballo 83k                                     |
| 6 czerwca 2007 | Montevideo Wanderers – Danubio FC 2:1 Miguel Ximénez 86k, Sebastián Maz 89 – Ignacio María González 18 |
| 6 czerwca 2007 | CA Peñarol – Club Nacional de Football 0:1 Gonzalo Castro Irizabal 81                                  |

### Kolejka 5
| Data            | Mecz |
| --------------- | --- |
| 9 czerwca 2007  | Montevideo Wanderers – CA Peñarol 2:2 Miguel Ximénez 39, Víctor Fagúndez 53 – Julio Mozzo 85, Darío Flores 90 |
| 10 czerwca 2007 | CA Bella Vista – Danubio FC 0:1 Jorge Adrián García 55                                                        |
| 10 czerwca 2007 | Club Nacional de Football – Defensor Sporting 1:0 Gonzalo Castro Irizabal 38                                  |

### Tabelka Copa Artigas
| Poz | Klub                      | Mecze | Zw | Rem | Por | Pkt | BrZd | BrStr |
| --- | ------------------------- | ----- | -- | --- | --- | --- | ---- | ----- |
| 1   | Club Nacional de Football | 5     | 4  | 0   | 1   | 12  | 10   | 5     |
| 2   | Montevideo Wanderers      | 5     | 3  | 1   | 1   | 10  | 12   | 9     |
| 3   | Danubio FC                | 5     | 3  | 1   | 1   | 10  | 5    | 3     |
| 4   | Defensor Sporting         | 5     | 2  | 1   | 2   | 7   | 3    | 3     |
| 5   | CA Peñarol                | 5     | 0  | 2   | 3   | 2   | 3    | 6     |
| 6   | CA Bella Vista            | 5     | 0  | 1   | 4   | 1   | 4    | 11    |

### Klasyfikacja strzelców bramek
| Gole | Piłkarz                 | Klub                      |
| ---- | ----------------------- | ------------------------- |
| 3    | Gonzalo Castro Irizabal | Club Nacional de Football |
| 3    | Diego Chaves            | Montevideo Wanderers      |
| 2    | Javier Delgado          | Club Nacional de Football |
| 2    | Sebastián Maz           | Montevideo Wanderers      |
| 2    | Cristian Stuani         | CA Bella Vista            |
| 2    | Agustín Viana           | Club Nacional de Football |
| 2    | Miguel Ximénez          | Montevideo Wanderers      |